# 不思議のダンジョン 風来のシレン4 神の眼と悪魔のヘソ
『不思議のダンジョン 風来のシレン4 神の眼と悪魔のヘソ』（ふしぎのダンジョン ふうらいのシレンフォー かみのひとみとあくまのヘソ）は、2010年2月25日に発売されたニンテンドーDS用のローグライクゲームであり、不思議のダンジョンシリーズの1つ。開発はチュンソフトで発売はスパイク。2012年10月18日には、追加要素を加えたPlayStation Portable版『不思議のダンジョン 風来のシレン4 plus 神の眼と悪魔のヘソ』（ふしぎのダンジョン ふうらいのシレンフォー プラス かみのひとみとあくまのヘソ）がスパイク・チュンソフトより発売された。
時系列としては『不思議のダンジョン 風来のシレンGB 月影村の怪物』と『不思議のダンジョン 風来のシレンGB2 砂漠の魔城』との間の話である。嵐に巻き込まれカヒタン島に流されたシレン達が、秘宝「ジャガーの瞳」を巡って冒険していくのが当初の目的。

## システム
昼夜システム
今作のダンジョンでは昼と夜が存在しており、一定のターンで昼と夜が逆転する。夜は今までのダンジョンと違う仕様となっている。具体的には
- 画面が暗くなり、明かりを灯すアイテムを使わないと周囲1マスしか見えなくなる。
- 明かりを灯すアイテムを使わないと巻物が読めない。
- 昼と夜では異なるモンスターが登場する。夜のモンスターは、武器や飛び道具など普通の攻撃が1ダメージに変化する（特定の装備で攻撃を与えることもできる）。
- 夜のモンスターの大部分は常に混乱かつ目潰し状態のように不規則に移動し、旧作のキグニ族のように周囲のモンスターやNPCを攻撃してレベルアップする。

武器、盾の成長
今作では敵を倒すと武器、盾にも+修正値とは別に経験値が入る。一定値に達する事で1ランク上の物に成長し、強さ、強化限界値、印数、特殊能力の効果がアップする。武器、盾の経験値は数値では見られず、バーで表示されるのみ。成長しても、共鳴効果は元の武具と同じ。成長させた武具を合成しても合成元にしない限り、特殊効果は1ランク目の効果にしかならない。武具を成長させてくれるNPCも存在する。8段階まで成長し、8段階になると強化限界値が99になり、印数も無限になる（印数無限にならないものもある）。
技
夜のモンスターに対抗するために技を使用する。技は首飾りに8種類を装備することができ、1階に付き1つずつ合計8回使用することができる（技回復の巻物で回復も可能）。最初は1種類しか覚えていないが、人から教わったり、特定のレベルに達したり、技を使い続けて派生するなどで新しい技を覚える。
ダンジョンの地形効果
モンスターが通過できない槍扉や鉄扉。内側のモンスターを全て倒さなければ開かない特殊扉。数ターンごとに床が移動する、壁が伸縮する。等、地形効果が豊富にある。
オーラ
稀に通常より強いオーラ付きのモンスターが登場する。オーラの種類は赤色（攻撃力2倍）、青色（防御力2倍）、黄色（倍速）の3種類。オーラ付きのモンスターは通常のモンスターより経験値が2倍もらえ、武具の経験値も増加している。
タグ
タグ屋や店主やタグの巻物により、武器・盾にタグを付けることができる。タグを付けた装備を無くした場合、タグ屋に届けられる。一種の救済措置である。ただし変化の壺や敵の特技などで別のアイテムに変化、救助中に倒れた場合などタグ屋に届かない場合もある。
ツイッター連携
PSP版で採用された追加要素の一つ。ゲームのプレイ状況をツイッターから写真を添付してつぶやくことができる他、やられた際には救助依頼をつぶやくこともできる。

## 登場キャラクター
ミリィ
声 - 沢城みゆき
カウガールの少女。テキサス を目指し旅していたのだが、遭難してカヒタン島に辿り着いた。シレンのことを「サムライボーイ」と呼ぶ。二丁拳銃を駆使し、遠距離攻撃を行う。レベルが上がると銃の威力、攻撃回数、射程も強化される。
『5』でも「夫の恵みの巻物」を使ったときのみ、ランダム効果の一つとしてゲスト出演。突然シレンに結婚を申し込んだのち、銃を乱射してフロア全体のモンスターを全滅させ去っていく。
ガルウィン
声 - 不明（パチンコ）
伝説の海賊を自称する男。いかつい面持ちだが、面倒見はよい。シレンの腕を見込み、2人でカヒタン島を探索して一山当てようと提案する。
高い能力値によるサーベル攻撃を得意とするほか、特製ラムジュースを投げつけてさまざまな状態異常を惹き起こせる。ただし、ひどい方向音痴で、次の階へ移動した際に、はぐれることがある。
エドナ
声 - 田村ゆかり（パチンコ）
カヒタン島の呪術師である少女。物静かで不思議な雰囲気を漂わせている。エメラルドテラスにまつわる個人的な疑問を晴らすためシレンに協力する。冷静な印象が強いが、内心は情熱的らしい。
昼は呪術でシレンの強化を行い、夜では呪術による戦闘を行う。夜のモンスターに対抗できる数少ない仲間の一人であり、彼女の存在ひとつで夜間の難易度は大きく変わる。
サルマ3兄弟
カヒタン島に住むサルの3兄弟。兄弟揃ってダンジョン内で迷子になっていたところをシレンに助けられ、その恩に報いるために協力する。
長男のサルマイチロウは攻撃力、次男のサルマジロウは防御力、三男のサルマサブロウはHPとそれぞれ優れた能力が違う。兄弟のLvはそれぞれ独立している。また、兄弟の誰かを仲間にしていると他の兄弟は登場しない。
特殊能力は共通で、直前に行ったシレンの行動を逆の方向に向かって物真似をする。真似る行動は直接攻撃、道具を投げる、巻物を読むといった攻撃的な行動に限られる。道具を投げた場合はどこまでも飛んでいくが、道具の内容にかかわらず味方には命中しない。また、夜の技も真似しようとするが、彼らにはシレン同様に素養がないため失敗する。
バナナ王子
カヒタン島の奥地に存在する秘境「バナナ王国」の王子。その名のとおり王子のような服装で、頭がバナナらしき物体になっている。獣神を打ち倒したシレンの実力を見込み、祖国を救うための協力を依頼する。
ンフーに近い能力を持ち、昼用4つ＋夜用4つの計8つまで特技を覚えることができる。また彼自身にはダメージの概念がなく、攻撃を受けると頭のバナナが傷んでいく。傷みの進行度合いは相手の攻撃力にかかわらず常に一定。傷みきると倒れるが、その前にバナナやバナナの皮をぶつけると完全回復する。ただし炎や爆発、水の影響を受けると即死する（炎、爆発のみ特定の特技で無効化できる）。
『5』でも「夫の恵みの巻物」を使ったときのみ、ランダム効果の一つとしてゲスト出演。突然シレンに結婚を申し込んだのち、王国を挙げての祝福を受けアイテムを置いて去っていく。
ボーグマムル
未来の世界からやってきたサイボーグマムル。要求された道具を投げつけることでレベルが上がる。
カミナ
カヒタン島のボロンガ村に住む褐色肌の少女。島に流れ着いたシレンが風来人であることに反応し、島から出てほしいと告げる。
神官によって火あぶりにされそうなシレンとコッパを助けてと説得するも、代わりに人質となる。
正体は1000年前から存在する獣神であり、獣神ジャガーの妹。兄を止められるかを見極めるためシレンの前にジャガーの姿で立ちはだかる。
討伐後、獣神ジャガーに対抗できる力をもつ「ジャガーの息吹」を託す。
神官
カヒタン島のボロンガ村の神官。ジャガーの皮を被った姿をしている。島に流れ着いたシレンとコッパを島に災いをもたらす魔物と決め付け火あぶりにしようとするが、シレンたちをかばったカミナを人質にし「助けたければ島の遺跡にある『ジャガーの眼』を持って来い」と告げる。正体はカミナと同じく1000年前から存在する獣神であり、世界の支配を企むも1000年前に流れ着いたある風来人（シレンの先祖）によって力の源である「ジャガーの眼」を島の遺跡に封印され力を失う。それから1000年間、眼の封印を解ける冒険者を待ち続けていたが、風来人であるシレンに目をつけ「ジャガーの眼」の封印を解かせ、獣神ジャガーとして復活する。討伐後、己の愚かさに気づきカミナとともに昇天する。
獣神カミナ
エメラルドテラスの中ボス。カミナの真の姿。
シレンに兄を止める力があるか見極めるため、真の姿となって戦いを挑む。
倍速1回で遠距離からのタックル、毒爪で力を1下げるなど多彩な技を持つ。状態異常にはできるものの、傷をなめてすぐに解除する。
獣神ジャガー
エメラルドテラスのボス。神官の真の姿。
1000年前、ある風来人(シレンの先祖)により力を封印されていたが、シレンが入手したジャガーの眼で力を取り戻す。
遠距離からの落雷、混乱攻撃、他のモンスターを召喚するなど多彩な攻撃を持つが鈍足である。
カミナから渡されたジャガーの息吹の力で、シレンはこの戦闘のみ常に倍速状態で戦える（実質4倍速）。
またカミナと同じく、状態異常はすぐに回復する。HPは1800と、歴代のボスの中で最も多い。
へもじ
プラチナ・パラダイスのボスキャラクター。本名は「もけもけへもじ」。仮面をつけた民族の姿をしている。
獣神ジャガーの家来であり、宝物殿の宝の管理を任されている。獣神ジャガーが倒されたことを知ると「ならば自分が次の主だ」と言い張り立ちはだかる。
常に距離を置き、直接攻撃を受けるとワープする。固定ダメージの吹き矢攻撃を仕掛けたり、モンスターを召喚、
かなしばりにする踊りといった多彩な能力を持つ。不死身であり、再び来ると復活しているので、何度でも戦える。
ブルドッ君
常夜の洞窟のボスキャラクター。ブルドッグを筋骨隆々化したいかつい外見をしている。
獣神ジャガーが倒されたあと、自分の時代だと思い込み、カヒタン島の新たな獣神になろうとする。
岩石を投げて攻撃してくる他、夜のザコモンスターを召喚する。夜のモンスターに分類されているので、
シレンの技か夜モンスターの同士討ちでしかダメージを与えられない。
倒すと夜のモンスターに対抗できる腕輪を残す。

## BGM
作曲は、すぎやまこういちと松尾早人が担当。過去の作品のBGMも使用している。モンスターハウスや店、泥棒状態等も含めて、昼は主に『シレン3』のBGMを、夜は『シレン1』、『シレン2』、『アスカ見参』などのBGMを使用している。次回作『シレン5』ではすぎやまは楽曲を担当していないため、本作がすぎやまが楽曲を手掛けた最後のシリーズとなった（すぎやまは2021年に死去）。

## ストーリー
月影村での冒険を終えた風来人シレンは、相棒の語りイタチのコッパと遠方の砂漠地帯を目指し船旅を送る。順風満帆に見えた旅。だが、ふたりの乗る船は嵐に巻き込まれてしまい船は遭難してしまう。シレンとコッパがたどり着いたのは、南方の島、カヒタン島。派手に難破した船を見ると、この島にたどり着けたのは幸運としか言いようがなかった。しかし、カヒタン島で出会った島民たちに、シレンは魔物と間違えられ、火あぶりにされそうになってしまう。 そんなシレンをかばったのは、けなげな村娘カミナ。しかしそのために、カミナは魔物に荷担した人間として、閉じ込められることになってしまった。カミナを閉じ込めた神官は言った。「“ジャガーの眼”と呼ばれる伝説の秘宝を捜して持ってこい。持ってこなければカミナの命はない」自分をかばってくれたカミナを放ってはおけないシレン。カミナを救うため、秘宝を求めて旅立つこととなった。

## ストーリー進行ダンジョン
以下のダンジョン・村を統一して「エメラルドテラス」という名称と呼ぶ。
南の島の小浜（チュートリアルダンジョン）

ボロンガ村
冒険の拠点。蔵・倉庫・銀行・店・解呪屋・壺割り屋など様々な施設がそろっている。また酒場には仲間となるNPCがいる事が多い。
草原 - クロコダイルスワンプ
ゴンチキ村
店や宿屋、武器や盾を鍛える鍛冶屋の他にも、タグを付けたアイテムが失われた時に届けられる事がある見張り番が存在する。
岩場 - スネークホール - 樹海
ここからターン経過で昼夜が切り替わるようになる。
ラクタタ村
店や解呪屋・倉庫などが存在する中盤以降への通過点。
ラ・フェリエール遺跡
このフロアではあまり長居をすると「ひとぐいデビル」系のLV2・やまぐいデビルが登場する。
モンキービレッジ
サルたちの集落。鍛冶屋・店・倉庫などが揃っている。
イーグルヴァリー - 溶岩地帯
ここから26Fまでは時間経過がなく、昼のみである。
風の宿
最初はサルが経営する解呪屋しかないが、住人をここまで連れてくると宿屋（娘）・道具屋（子供）・蔵（老人）・シレンへの道（おやじ）が使えるようになる。
デビルズ・ネーブル - ゴールド・パレス

## ストーリー外のダンジョン
キモ試しのほこら
不思議のダンジョンの基礎を学ぶことができるダンジョン。クリアすることで道具を1つもらえる。
石像の洞窟
ルールとしては『倉庫番』に近い。全ての石像を指定の場所に置くことでクリアとなる。クリアすることで道具を1つもらえる。

## クリア後ダンジョン
プラチナ・パラダイス（ - 99F）
道具・ギタン持込可能、仲間同行可能、昼夜あり。デビルズ・ネーブル最深部より奥に広がるダンジョン。エメラルドテラスの延長で37階より始まる。最下層には謎を解く形の宝物庫が存在する。
浜辺の魔洞（ - 99F）
道具・ギタン持込不可、仲間同行不可、昼のみ。夜が無く、殆どのアイテムが未識別状態で登場するシリーズ恒例のもっと不思議のダンジョン。
バナナ王国 クリア（ - 30F）、クリア後（ - 99F）
道具・ギタン持込不可、仲間固定同行、昼夜あり。NPC仲間であるバナナ王子と一緒に攻略していくダンジョン。バナナ王子が倒れると冒険失敗となる。食料兼バナナ王子の回復アイテムとなるバナナがよく落ちているが、武器や防具はあまり落ちていない。
トラップ・ゾーン　クリア（ - 25F）、クリア後（ - 99F）
道具・ギタン持込可能、仲間同行可能、昼のみ。モンスターを罠にかけながら進んでいくダンジョン。
常夜の洞窟 クリア（ - 30F）、クリア後（ - 99F）
道具・ギタン持込可能、仲間同行可能、夜のみ。昼が存在しない夜のみのダンジョン。
夢中の小道（ - 99F）
道具・ギタン持込不可、仲間同行不可、昼夜あり。昼夜が高速で切り替わる。落ちている巻物は白紙の巻物のみであり、稼ぎとしても使われるダンジョン。ただし「ひとぐいデビル」系の出現するスピードも早い。
ジャガーの狩りの森（ - 99F）
道具・ギタン持込可能、仲間同行不可、昼夜あり。最初に最大HP500与えられる。薬草などの回復アイテムで回復しない。ただし復活の草は有効で10Fごとに復活の草が落ちている。武器・防具の成長・合成による＋効果により最大HP600迄増やせる。
二撃の洞窟（ - 99F）
道具・ギタン持込不可、仲間同行不可、昼のみ。敵自分ともに2撃攻撃されると倒れる、具体的に言うとHP2以上の時に攻撃を受けるとHP1になる。ヒット・アンド・アウェイのプレイが要求される。
置けずの洞窟（ - 99F）
道具・ギタン持込不可、仲間同行不可、昼夜あり。店の床以外では置いた道具、敵が落とした道具が消滅する。今作で最も難しいダンジョンと言われる。
あがらずの森（ - 50F）
道具・ギタン持込不可、仲間同行不可、昼のみ。敵を倒しても経験値が一切入らないが、代わりに剣や盾、合成の壺等が良く落ちている。また薬草などによるHP増加効果やちからの草による力の増加効果などは有効。つまり、レベル上げの代わりに装備をどんどん鍛えて進んで行くというコンセプトのダンジョン。
シレンへの道（ - 99F）
道具・ギタン持込可能、仲間同行可能、昼夜あり。風の宿にダンジョンに徘徊するNPC4人を揃えることで入れる。低層で強いモンスターが出現する。あまり良い道具は落ちていないので、ほとんど持込道具のみでクリアしなければならない。最下層には謎を解く形の宝物庫が存在する。
草と巻物の洞窟（ - 99F）
道具・ギタン持込不可、仲間同行不可、昼夜あり。PSP版シレン4plusで追加された。その名の通り、草と巻物しか落ちていない為、それらを活用して攻略していくのが鍵となるダンジョン。追加ダンジョンで唯一夜がある。
不思議の商店街（ - 50F）
道具・ギタン持込不可、仲間同行不可、昼のみ。PSP版シレン4plusで追加された。床に落ちているのはギタンのみ。店の出現率が他より高く、必要なアイテムは店で入手していくダンジョン。
修羅の道（ - 99F）
道具・ギタン持込不可、仲間同行不可、昼のみ。PSP版シレン4plusで追加された。もっと不思議なダンジョンを更に不思議にした、最高難易度のダンジョン。10Fごとにその階層の敵のレベルを越えた敵が出現するモンスターハウスがある。